# St. Bartholomäus (Urfersheim)

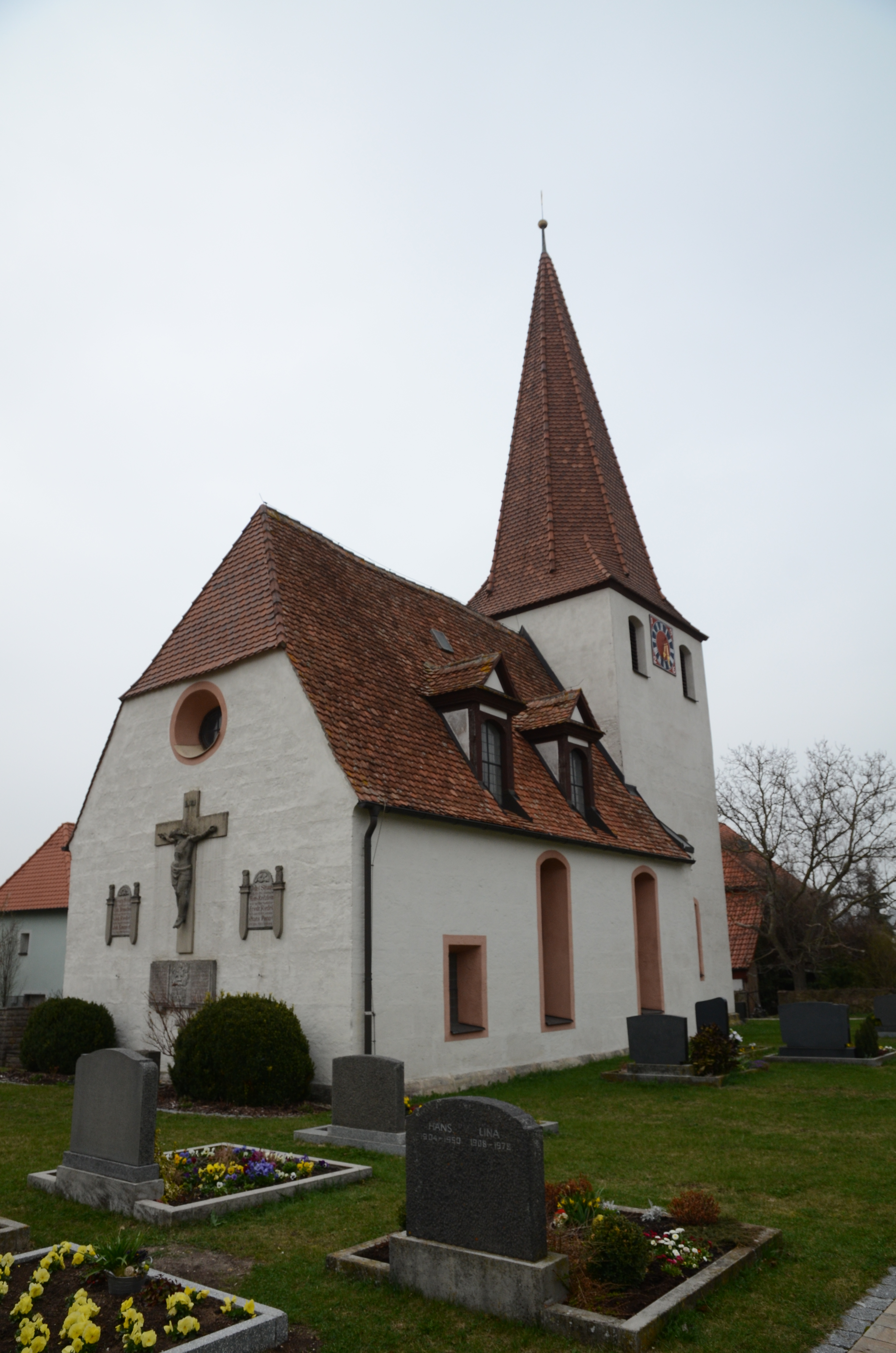
St. Bartholomäus (Urfersheim)

Die denkmalgeschützte, evangelisch-lutherische Filialkirche St. Bartholomäus steht in Urfersheim, einem Gemeindeteil der Gemeinde Illesheim im Landkreis Neustadt an der Aisch-Bad Windsheim (Mittelfranken, Bayern). Die Kirche ist unter der Denkmalnummer D-5-75-133-5 als Baudenkmal in der Bayerischen Denkmalliste eingetragen. Sie gehört zur Pfarrei Illesheim im  Dekanat Bad Windsheim im Kirchenkreis Ansbach-Würzburg der Evangelisch-Lutherischen Kirche in Bayern.

## Beschreibung
Die Saalkirche wurde im Kern im 12./13. Jahrhundert erbaut. Sie besteht aus einem Langhaus, das mit einem Krüppelwalm bedeckt ist, und einem mit einem achtseitigen Knickhelm bedeckten Chorturm im Osten, an dessen Nordwand die Sakristei angebaut ist. Das oberste Geschoss des Chorturms, beherbergt die Turmuhr und den Glockenstuhl. Die Kirche wurde 1710 zur Predigtkirche im Markgrafenstil ausgebaut. Der ehemalige Chor, d. h. das Erdgeschoss des Chorturms, ist durch eine Wand, in deren Nische der Altar steht, vom Treppenhaus getrennt. Die Kanzel von 1629 ist über dem Altar angebracht. Der Innenraum des Langhauses, der mit einem trapezförmigen, hölzernen Tonnengewölbe überspannt ist, hat umlaufende doppelstöckige Emporen.